# Monsaguèl
Monsaguèl (en francès Monsaguel) és un municipi occità del Perigord, situat al departament de la Dordonya i a la regió de la Nova Aquitània.

## Demografia
| 1962                                       | 1968 | 1975 | 1982 | 1990 | 1999 | 2007 |
| ------------------------------------------ | ---- | ---- | ---- | ---- | ---- | ---- |
| 155                                        | 114  | 92   | 113  | 125  | 134  | 151  |
| Des de 1962: població sense dobles comptes |      |      |      |      |      |      |

## Administració
| Període   | Identitat         | Partit |
| --------- | ----------------- | ------ |
| 1989-2008 | Roland Grand      |        |
| 2008-     | Jean-Paul Guiraud | MoDem  |